# Vakıfbank Sport Kulübü
Maillots
Le Vakıfbank Sport Kulübü est un club turc de volley-ball féminin, évoluant au plus haut niveau national.

## Historique
Le club du Vakıfbank Güneş Sigorta S.K. est né, à la fin de la saison 1999-2000, de la fusion du Vakıfbank Ankara et du Güneş Sigorta Istanbul. Ses noms successifs ont été : 
- 1999-2009 : Vakıfbank Güneş Sigorta SK ;
- 2009-2011 : Vakıfbank Güneş Sigorta Türk Telekom SK ;
- 2011-2012 : Vakıfbank Türk Telekom SK ;
- 2012– : Vakıfbank SK.

## Palmarès
- National
  - Championnat de Turquie (14) : 1992, 1993, 1997, 1998, 2004, 2005, 2013, 2014, 2016, 2018, 2019, 2021, 2022, 2025.
  - Coupe de Turquie (9) : 1995, 1997, 1998, 2013, 2014, 2018, 2021, 2022, 2023.
  - Supercoupe (5) :2013, 2014, 2017, 2021, 2023.
- International
  - Championnat du monde des clubs (4) : 2013, 2017, 2018, 2021
  - Ligue des champions (6) : 2011, 2013, 2017, 2018, 2022, 2023.

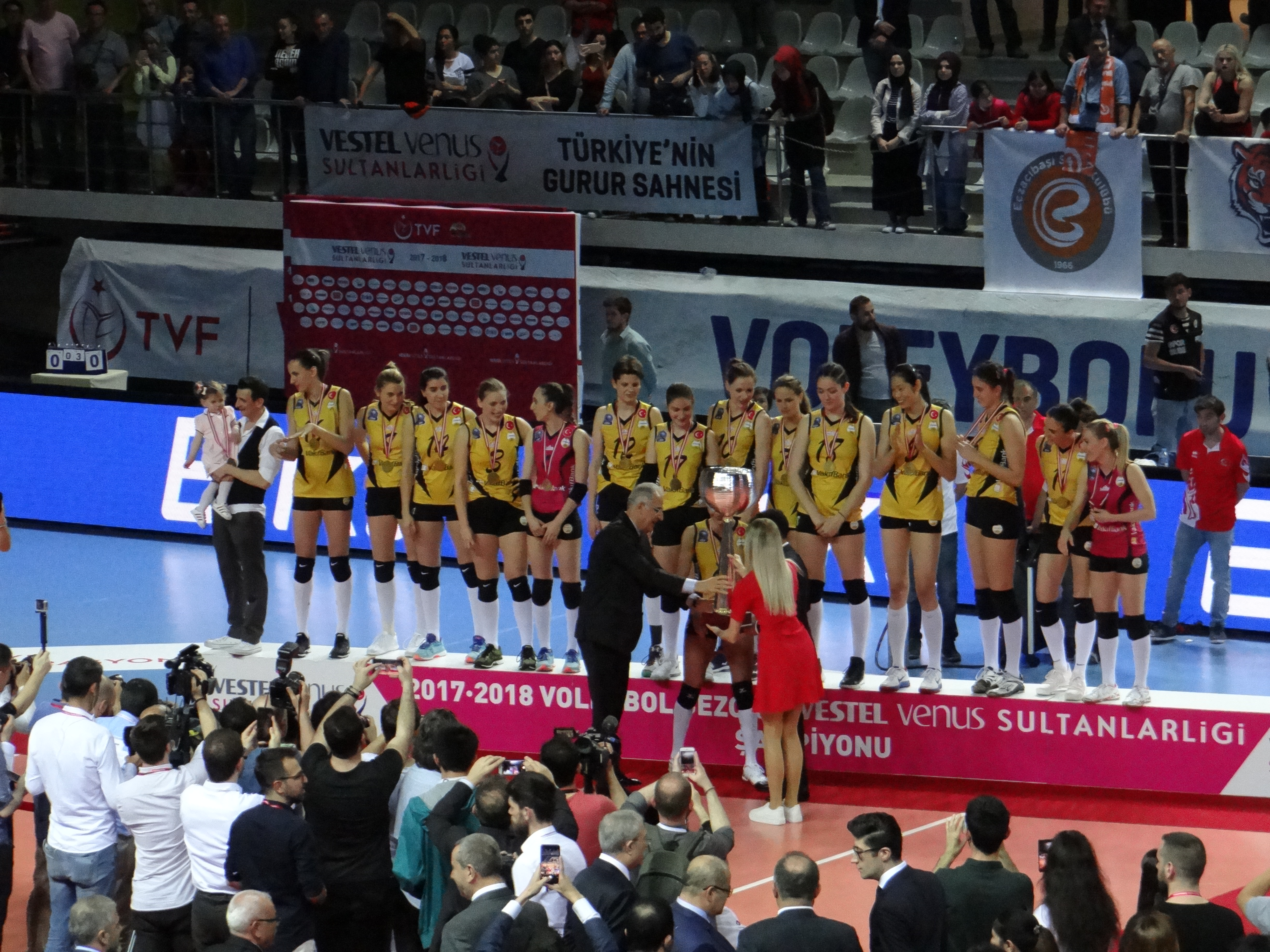
L'équipe VakifBank a remporté le championnat turc lors de la saison 2017-2018.

  - Coupe de la CEV (1) : 2004.
  - Challenge Cup (1) : 2008.

## Effectifs

### Effectif de la saison 2012-2013
Entraîneur :  Giovanni Guidetti

## Joueuses majeures
- Victoria Ravva  France/ Géorgie (centrale, 1,89 m)